# Вепрь в геральдике
Вепрь, кабан — естественная негеральдическая гербовая фигура. Символизирует мужество и неустрашимость. Почти всегда изображается чернью и в профиль.

## История
Белый кабан являлся нагрудной эмблемой Ричарда III. На его коронацию в 1483 году было заказано 13 000 таких значков. По этой причине противники называли Ричарда «кабаном» или «боровом». После поражения короля в битве при Босворте владельцы гостиниц сменили эмблему белого кабана на синего.
В геральдике иногда представляется одна кабанья голова (фр. la hure), которая называется "отсечённой", сразу за ушами. Клыки кабана называются "вооружениями" и при описании отдельно обозначается цвет клыков и глаз животного (фр. les defenses), если он иной, чем у остальной фигуры и их количество превышает два. По своему положению фигура кабана разделяется на: восстающий (на двух задних ногах) и шествующей (поднята одна передняя нога).
Также вепрь выступает на гербах многих муниципалитетов (общин и городов) стран Европы. Голова кабана — популярный знак на вывесках ресторанов и развлекательных заведений, в данном контексте он символизирует, как чревоугодие, так и сексуальную силу.
В польской геральдике имеются гербы с кабанами: Свинка, Дзик,  Лукоч.

## Примеры

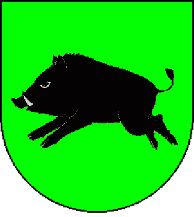
Герб гмины Кернозя, Польша
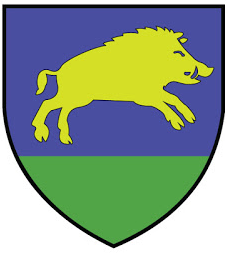
Герб села Веприк, Украина
Герб Таланса, Франция
Герб общины Берг-ам-Ирхель, Швейцария
Родовой герб Денгоф
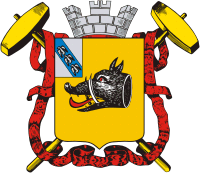
герб Рыльска
Герб Сербского королевства в составе Австрийской империи (1718-1737 гг.). Как и герб ниже, ошибочно принимается за герб Шумадии.
Герб Кочиной-Краины в составе Белградского пашалыка (Османская империя, ныне Сербия, 1792 год)
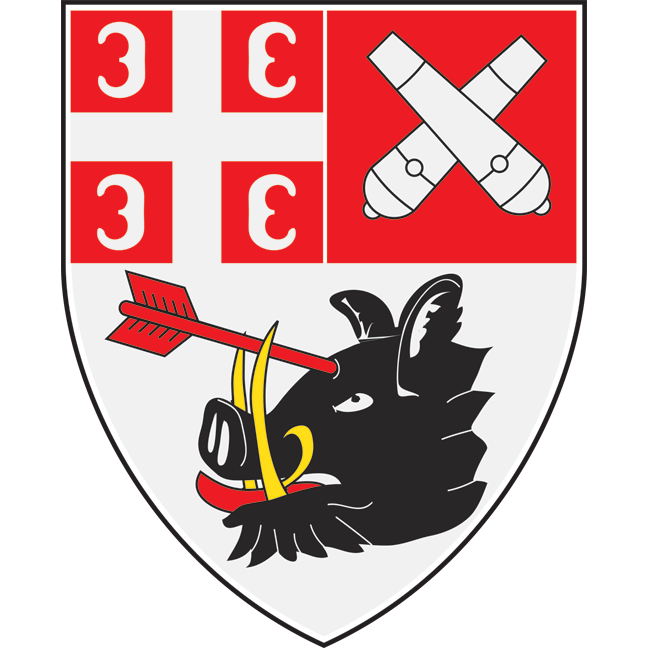
Герб Крагуеваца (Сербия)
Герб Камиллы, королевы Великобритании